# باول ناغل
باول ناغل هو سياسي سويسري، ولد في 24 يوليو 1831، وتوفي في 10 سبتمبر 1880.